# تلگراف

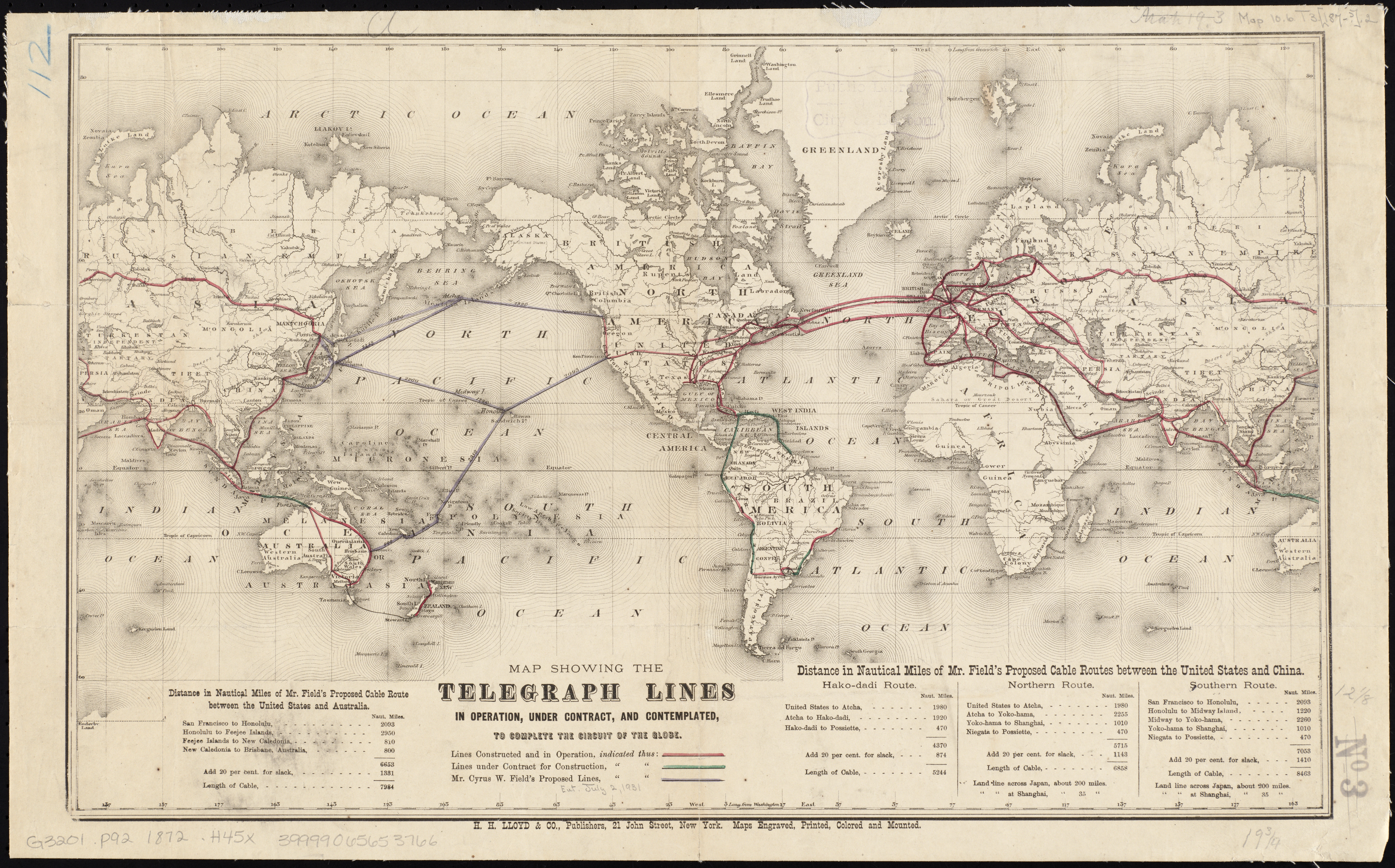
شبکه تلگراف جهانی در سال ۱۸۷۵ میلادی

 سامانه‌ای برای انتقال پیام است که به آن‌ها دورنگاشت یا تلگراف می‌گویند، که از یک نقطه به نقطه دیگر، با به‌کارگیری کدهای انتقال سریع و قابل اعتماد عمل میکند . دورنگار  یا تلگراف وسیله‌ای برای انتقال پیام‌ها به فواصل دور از طریق یک فناوری سیگنالی است. در تلگراف لازم است پیام به یک کد ('زبان') تبدیل شود که توسط فرد فرستنده و گیرنده شناخته‌شده باشد. این‌گونه کدها بر اساس محدودیت‌های رسانه (متوسط) سیگنالینگ طراحی می‌شوند.

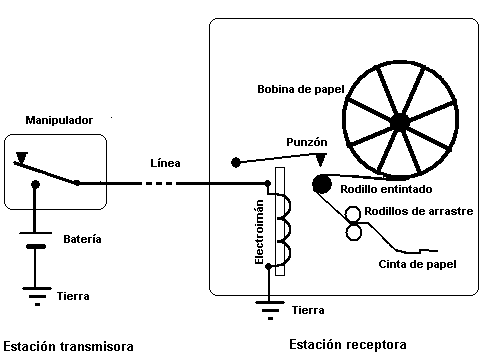

به‌کارگیری سیگنال‌های دود، چراغ‌ها و بازتاب نور از مثال‌های قدیمی هستند. در سدهٔ ۱۳ اختراع برق امکان انتقال سیگنال‌ها از طریق تلگراف الکتریکی را فراهم کرد. تلگراف الکتریکی توسط ساموئل مورس اختراع شد. اختراع رادیو در اوایل سدهٔ ۲۰ میلادی رادیوتلگراف و دیگر شکل‌های تلگراف بی‌سیم را پیش آورد. در عصر اینترنت، وسایل تلگرافی تا حد بسیاری در پیچیدگی و سهولت استفاده، توسعه پیدا کردند تا آنجا که دارای رابط‌هایی با زبان طبیعی هستند که کد زیرین را پنهان می‌کنند، و زمینهٔ فناوری‌های چون رایانامه و پیام‌رسانی فوری را فراهم می‌کنند.
تلگرام به پیامی گفته می‌شد که توسط تلگراف الکتریکی یا تلگرافی که از کدهای مورس استفاده می‌کند ارسال می‌گردید. همچنین کیبلگرام (cablegram) یا به‌صورت‌های مختصر آن کیبل (cable) یا وایر (wire)، نام پیامی بود که توسط کابل تلگرافی زیردریایی ارسال می‌شد. در دوره‌های بعد تلکس که از شبکه تلکس بهره می‌برد مورد استفاده قرار گرفت.
نخستین کابل دائمی تلگراف گذرنده از زیر اقیانوس اطلس در سال ۱۸۶۶ ارتباط میان قاره‌های آمریکا و اروپا را برقرار کرد. این طرح با حمایت دولت‌های ایالات متحده آمریکا و بریتانیا و افرادی چون سایرس وست فیلد، ساموئل مورس، ویلیام تامسون و آیزامبارد کینگدام برونل محقق شد.
در سال ۱۹۲۹، وسترن یونیون با ارسال ۲۰۰ میلیون تلگراف، رکورد ارسال آن را شکست که در نتیجهٔ این رکورد شکنی دوران تازه‌ای از تجارت تلگراف رونق پیدا کرد. بسیاری از مردم معتقد بودند که دریافت تلگراف به معنای دریافت یک خبر بد است چرا که تنها در موارد ضروری از آن استفاده می‌شد. تلگراف در صنعت روزنامه‌نگاری هم به سرعت پیشرفت کرد به صورتی که یکی از نخستین بهره‌برداری از آن، گزارش جنگ کوبا و اسپانیا در سال ۱۸۹۷ بود. شاید به همین دلیل باشد که در قرن نوزدهم بسیاری از روزنامه‌ها مانند ساندی تلگراف، تلگرام و دیلی‌تلگرام نام‌شان را از تلگراف که مترادف با سرعت در انتشار اخبار بود اقتباس کردند.

## تأثیرات

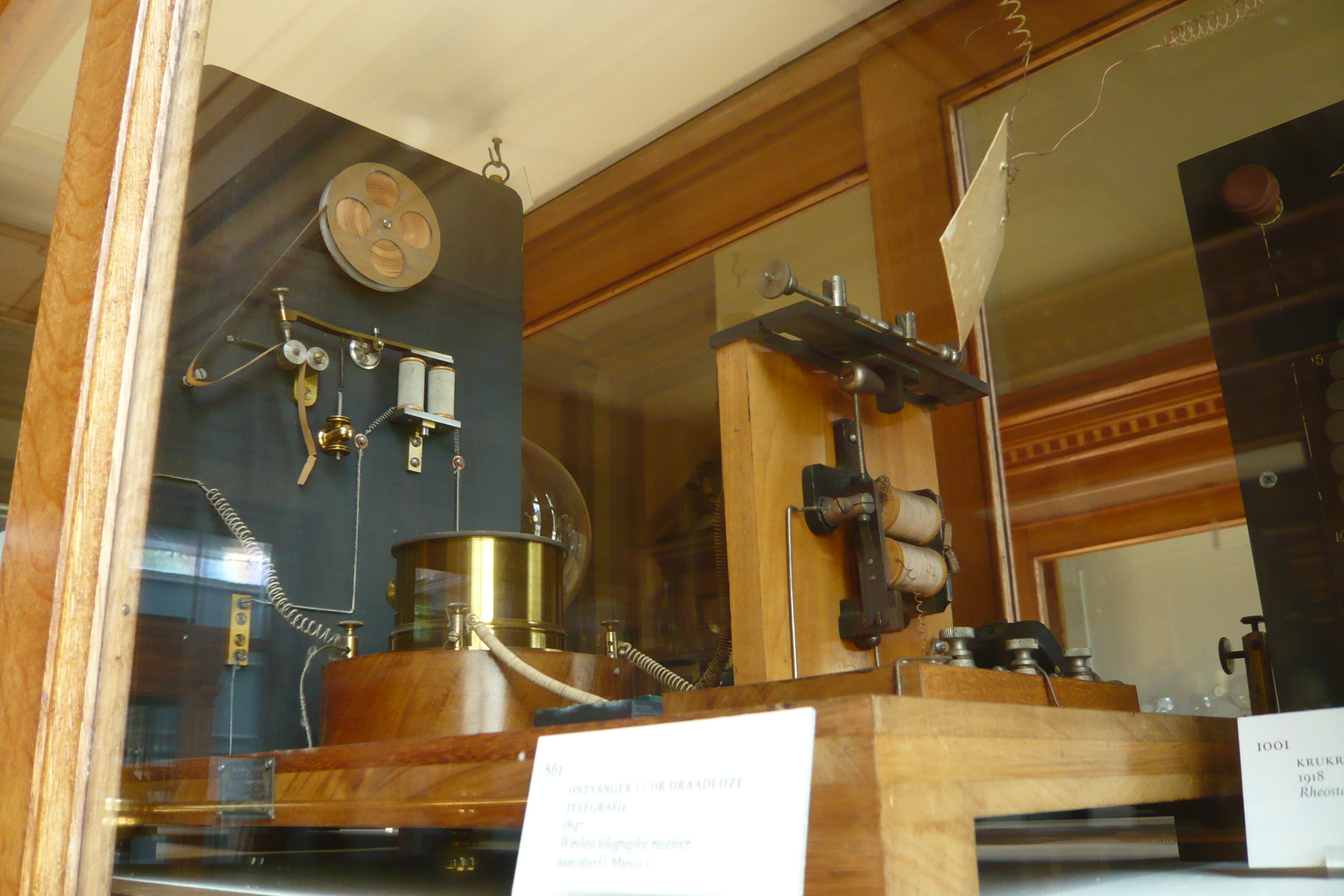

تلگراف زندگی بشر را دگرگون کرد و برخی از متفکران آن را حتی مهم‌تر از اینترنت می‌دانند. هارولد اینیس متفکر ارتباطات و اقتصاد سیاسی معتقد است که توسعه امپراتوری‌ها بیش از اینکه بر مهارت نظامیان متکی باشد، بر رسانه‌های ارتباطی‌ای متکی است که دستورهای پایتخت را ابلاغ می‌کنند. به همین ترتیب، ساختار نظم‌های بعدی هم به فناوری رسانه‌ای موجود در آن زمان بستگی داشته‌است. برای مثال اختراع تلگراف این امکان را ایجاد کرد که کنترل موثرتری بر نقاط بسیار دور دست اعمال شود. و به این ترتیب برای نخستین بار در تاریخ بشر ارتباطات همزمان از راه دور ممکن شود.

## تلگراف در ایران

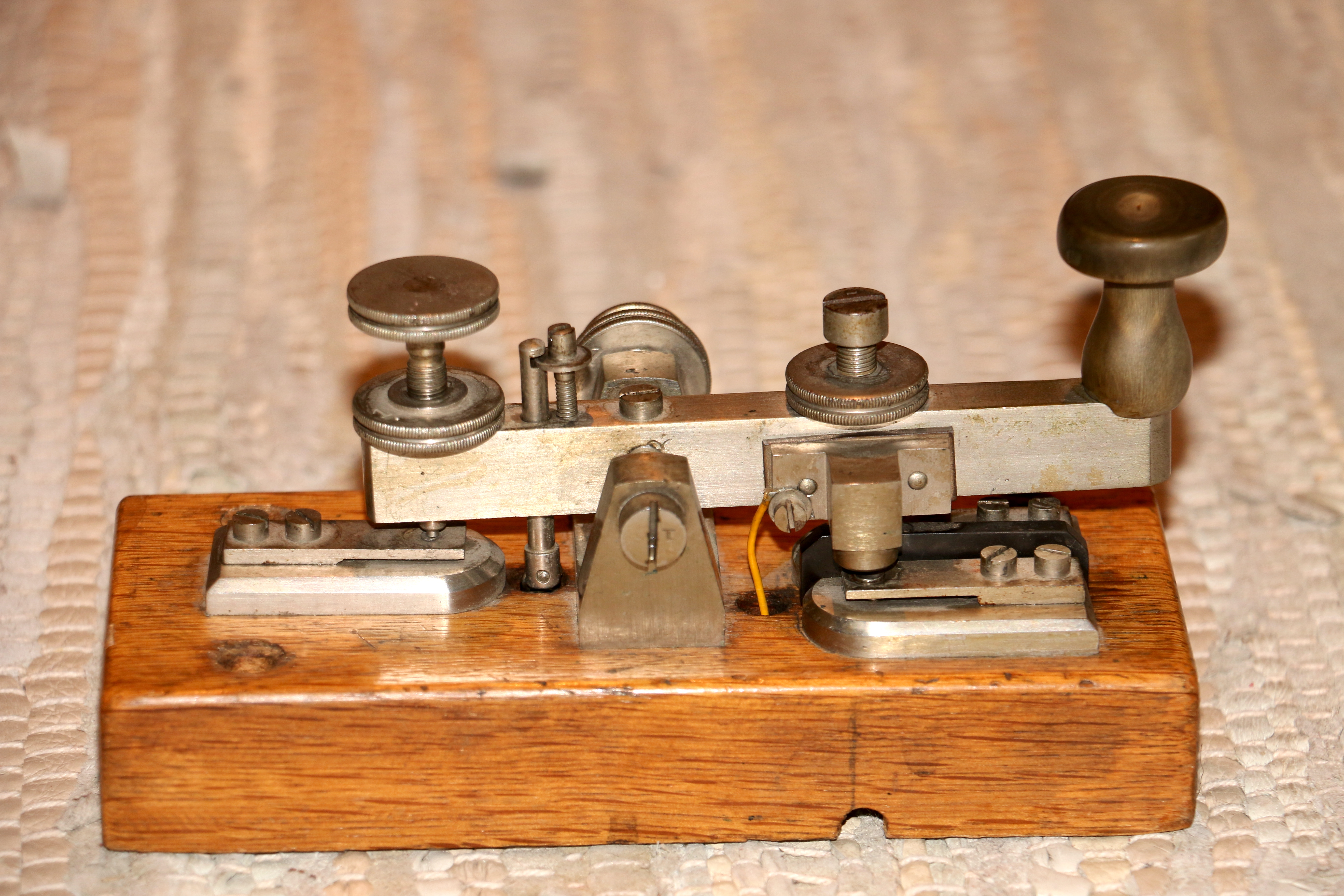
دستگاه تلگراف

در تاریخ ۱۲۴۲ خورشیدی دولت بریتانیا تصمیم گرفت که ارتباط خود را با ایران از طریق تلگراف برقرار کند به همین خاطر چندی از مهندسان این امر را به سرپرستی ارنست هولتسر مأموریت داد این کار انجام دهند و خطوط تلگراف از بندرعباس تا تهران کشیده شد.
عباسعلی‌خان دنبلی نخستین ایرانی بود که زبان مورس را یادگرفت و نخستین کسی بود که نسبت به ارسال پیام به وسیله تلگراف اقدام کرد. او سپس رسماً به استخدام اداره پست و تلگراف درآمد. در روز ۲۷ اسفند سال ۱۲۳۶ هجری خورشیدی نخستین پیام توسط تلگراف در ایران از مدرسه دارالفنون به کاخ ییلاقی ناصرالدین شاه ارسال شد.